# Mampatim
Mampatim est une localité du Sénégal, située dans le département de Kolda et la région de Kolda, en Casamance, dans le sud du pays. Situé sur la RN6, Mampatim se trouve entre la ville de Kolda et la ville de Diaobé-Kabendou qui abrite le marché hebdomadaire international respectivement à 68 km et 20 km.
En 2008, cette historique localité du Fouladou est érigée en en Chef-lieu d'Arrondissement regroupant 6 Communes à savoir Bagadadji, Coumbacara, Dabo, Dialambere, Mampatim et Medina cherif. À travers l'Acte III de la décentralisation caractérisé par le transfert des compétences dans son objectif premier relatif à la communalisation intégrale, Mampatim passe du statut de Communauté rurale à celui de Commune par la loi du 28 décembre 2013.

## Gouvernance
À l’issue des élections locales du 23 janvier 2022, M. Amadou Diallo, chef d’entreprise et acteur de développement est porté à la tête de la municipalité. Un tournant historique perçu comme une véritable alternance marquée par l’avènement de la jeunesse au pouvoir.
L’équipe du Conseil municipal est composée de 46 élus dont 21 femmes et 25 hommes. Ils sont chargés d’étudier et de proposer des politiques afin de realiser la vision du maire orientée vers un développement durable pour un Mampatim prospère.

## Démographie et situation géographique
Mampatim jouit d’une bonne position géographique. Sa position de carrefour et l’hospitalité légendaire de ses habitants favorisent son attractivité. La commune est située
- au Nord par la Commune de Badion,

- au Sud par les Communes de Coumbacara et de Wassadou,

- à l’ouest par la Commune de Dabo

- et à l’est par la Commune de Medina Cherif.

La commune de Mampatim compte une population estimée à 19 721 habitants en 2021 avec plus de 70 pour cent de la population jeune (moins de 35 ans) repartie en 53 villages. La particularité de Mampatim se trouve dans sa diversité ethnique et religieuse. Majoritairement habité par des Peuls, il existe également d’autres ethnies que sont les Mandingues, Ballantes… Les deux communautés religieuses que sont l’islam et le christianisme sont fortement représentées.

## Secteur de production
L’agriculture et l’élevage sont les deux principales activités des populations. Mampatim dispose d’une forêt très riche avec d’innombrables opportunités. Elle occupe plus de 50 pour cent de l’espace et constitue un grand potentiel pour l’apiculture, les produits ligneux et non ligneux. La pêche a une grande perspective avec le fleuve de Cayanga qui irrigue la partie Sud de la Commune. L’agriculture concerne essentiellement l’arachide, le maïs, le riz et le mil.

## Éducation et santé
L’éducation scolaire es une réalité dans cette localité du Fouladou. Elle est constituée de 27 écoles élémentaires, 7 DIPE, 2 CEM et un lycée. Elle a trois postes de Santé dont un seul construit, 5 cases de santé, une mutuelle de santé et trois forages. Le renforcement des équipements sociaux de bases et la mise en place du Fonds d’Appui aux Actions Sociales (FAAS), la transparence, la participation et l’efficacité constituent les piliers de la gestion. La prise en charge des couches vulnérables et la promotion du développement durable sont l’orientation de la commune. La réussite de ces défis implique un engagement collectif des citoyens et une vision politique orientée vers l’ouverture pour d’éventuels partenariats.